# District de Châteauneuf (Maine-et-Loire)
Pour les articles homonymes, voir District de Châteauneuf.
Le district de Châteauneuf est une ancienne division territoriale française du département de Maine-et-Loire de 1790 à 1795, nommé initialement Mayenne-et-Loire en 1790 et 1791.
Il était composé des cantons de Châteauneuf, Champigné, Contigné, Durtal, Feneu, Morannes et Tiercé.

## Les autres districts de Maine-et-Loire
- District d'Angers
- District de Baugé
- District de Cholet
- District de Saint-Florent
- District de Saumur
- District de Segré
- District de Vihiers